# Miniatura (gioco)
Una miniatura è una piccola figurina in scala ridotta di una entità storica, fantastica o mitologica comunemente usata nei giochi di ruolo, nei wargame tridimensionali e nei diorami per migliorare l'aspetto visuale di un gioco e per visualizzare la posizione dei personaggi, chi stanno affrontando, il loro orientamento e la linea di vista). Le miniature possono essere realizzate in metallo, plastica o carta. Generalmente le miniature sono dipinte e possono essere scolpite superbamente e costituire un pezzo da collezionismo di per sé.
L'hobby di dipingere, collezionare e giocare con le miniature, talvolta detto figurinismo deriva dall'hobby dei soldatini. Tradizionalmente questi sono venduti già dipinti, mentre le miniature sono "nude" e devono essere dipinte. Tale distinzione sta però diventando sempre più sottile con la recente introduzione delle miniature in plastica già dipinte (come quelle usate nei giochi prodotti dalla Wizkids).

## Materiali

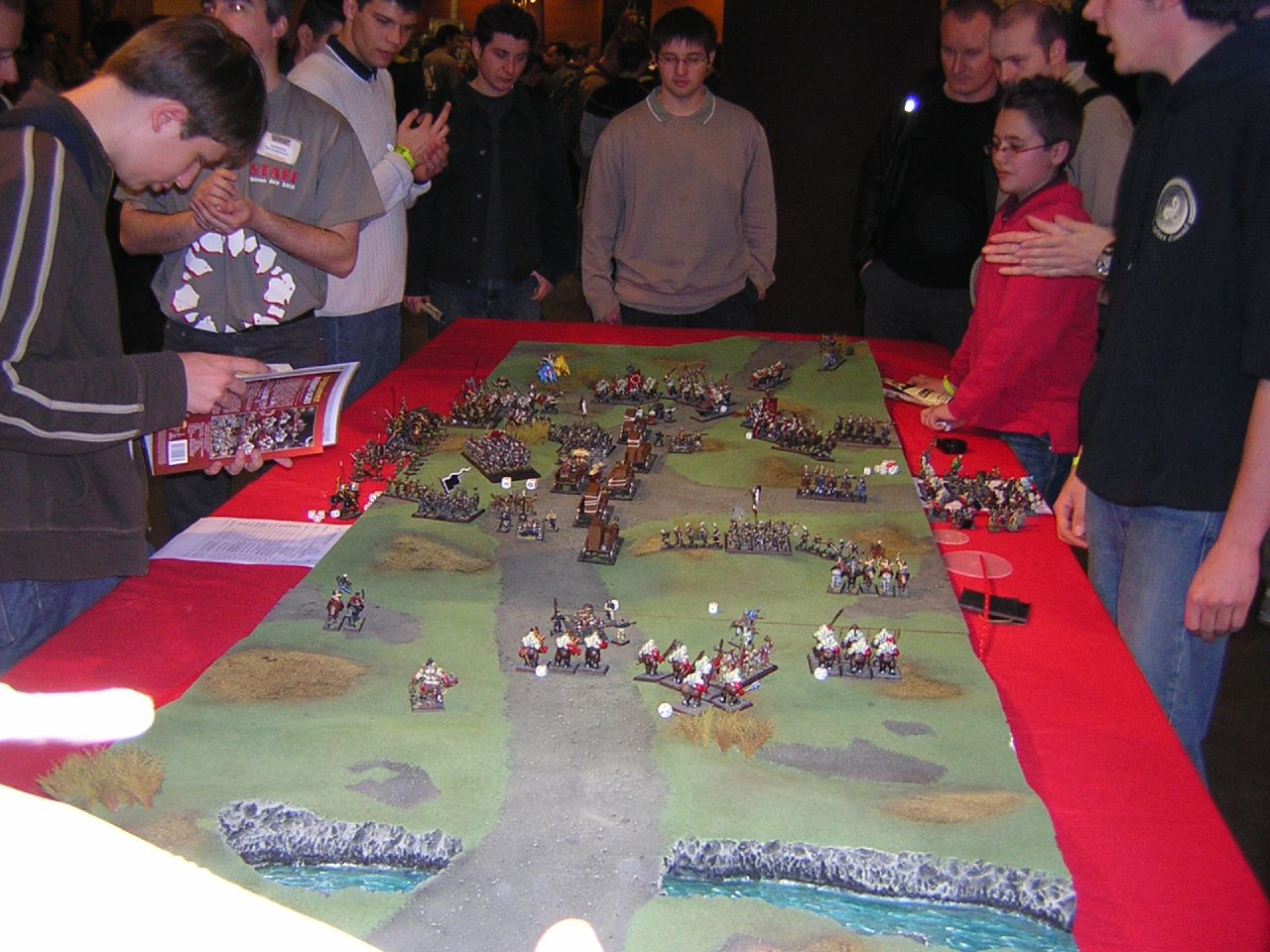
Partita di Warhammer Fantasy Battle con le miniature schierate.

Le miniature erano tradizionalmente fuse in metallo bianco, una lega di piombo e stagno, con una piccola percentuale di antimonio per migliorare la capacità della lega di riprodurre piccoli dettagli. A causa dell'alto contenuto di piombo le miniature erano a volte chiamate "soldatini di piombo".
A causa di alcune preoccupazioni riguardo ad un possibile avvelenamento da piombo molti dei produttori attuali fondono le loro miniature in una lega priva di piombo, il peltro (una lega di stagno, rame e antimonio).
Alcuni produttori offrono miniature in plastica (polietilene o stirene), mentre altri offrono miniature in resina.

## Scala

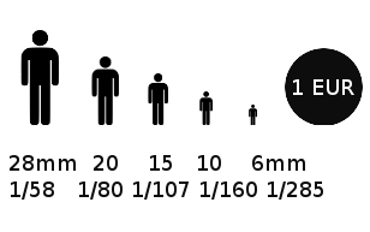
Confronto tra le dimensioni di varie scale di miniature e una moneta da un euro.

La scala delle miniature viene comunemente espressa in base a come viene riprodotta l'altezza di una figura da 1,80 m. Quindi ad esempio esseri umani alti 1,80 m, in una scala 1/58, saranno rappresentati da miniature alte circa 28 mm. Donne, bambini, nani, hobbit, ecc. saranno tipicamente più piccoli, orchi, troll ecc. più alti.
Le miniature sono disponibili in diverse scale. Le più comuni per i giochi di ruolo e per altri giochi da tavolo sono quelle da 25, 30 e 35 mm. Per i wargame da tavolo vengono anche prodotte miniature più piccole da 10, 15 e talvolta 20 mm. La Mithril Miniatures e la Rackham ad esempio utilizzano una scala non standard da 32 mm. Sono disponibili anche miniature più grandi da 54 mm indirizzate prevalentemente a pittori e collezionisti o che rappresentano ad esempio mostri di grandi dimensioni in linee di miniature dalla scala più piccola.  Miniature nominalmente da 25 mm possono essere anche alte fino a 33 mm o più (una deviazione del 33%). Quando un produttore utilizza una designazione di 28 mm molte delle sue miniature sono già oltre i 30 mm di altezza.
Alcuni produttori misurano l'altezza della figura dal livello degli occhi e non dalla cima della testa. Usando questa interpretazione la miniatura di un uomo alto 1,80 m in scala 28 mm sarebbe alta 30 mm (considerando gli occhi circa a metà della testa e la testa circa 2⁄15 dell'altezza complessiva, e quindi collocando l'altezza degli occhi a 14⁄15 dell'altezza piena).
| Scala | Scala del piede | Rapporto | Commenti |
| ----- | --------------- | -------- | --- |
| 2 mm  |                 |          | Utile per giocare in spazi ristretti |
| 6 mm  |                 |          | Di popolarità crescente. |
| 10 mm | 1,667 mm        | 1:182.88 | Di popolarità crescente |
| 15 mm | 2,5 mm          | 1:121.92 | La scala più usata dai giocatori di wargame storici. Usata raramente per i giochi di ruolo. |
| 20 mm | 3,333 mm        | 1:91.44  | Molto popolare tra i giocatori di wargame sulla seconda guerra mondiale, dato che è quasi la stessa scala dei modellini 1:76 o 1:72. Usata raramente per i giochi di ruolo.                                             |
| 25 mm | 4,167 mm        | 1:73.152 | Teoricamente corrispondente alla scala 1:76 (4 mm scale/OO gauge) ed a quella 1:72 del modellismo, ma ci sono grandi variazioni nell'altezza nelle figure, anche quando non sono descritte come 'Heroic 25 mm' o 28 mm. |
| 30 mm | 5 mm            | 1:60.96  | Comuni per il wargaming precedente al 1970 le miniature moderne possono arrivare fino a 35 mm. |
| 32 mm | 5,333 mm        | 1:57.15  | Scala idiosincratica della Mithril, Rackham, Freebooter, Enigma, Bombshell |
| 35 mm | 5,833 mm        | 1:52.251 | Quando il produttore è onesto sull'altezza delle sue miniature da '30 mm'! |
| 54 mm | 9 mm            | 1:33.867 | Miniature collezionabili, una buona accoppiata per i modelli in scala 1:35, ma le miniature oltre scala 54 mm sono più adatte ai modellini scala 1:32.                                                                  |

## Dipingere
Molti giocatori di ruolo e wargamer dipingono le loro proprie miniature per poter distinguere i loro personaggi o unità sulla superficie di gioco. Sebbene molti siano indifferenti alla qualità del lavoro di pittura per alcuni dei più abili pittori questo è un hobby in sé stesso, alla pari con il "più serio" modellismo storico o militare. Dipingere miniature è un compito difficile ed esigente che richiede molto tempo, ma i risultati possono essere stupefacenti.
Esistono diverse tecniche utilizzate nella pittura di miniature, con lo scopo di mettere in risalto forme e dettagli minimi presenti sul modello.
Le tecniche più usate sono la lumeggiatura, l'ombreggiatura, la lavatura (wash in inglese), la velatura (glaze in inglese) e il pennello asciutto (dry brush in inglese)
Le convention fantasy e di giochi di ruolo, come per esempio la ModCon,  alle volte ospitano anche competizioni di pittura di miniature.

### Famosi scultori
Molti famosi scultori, indicati con un (*) hanno una loro propria minicompagnia, come "boutique" per i loro lavori.
- Evan Allen - Battlefront
- Anthony Barton - AB Figures
- Nick Bibby - Citadel (Bibby scolpisce anche figurine 'ornamentali' e bronzi).
- Mike Broadbent - Eureka Miniatures
- Steve Buddle - Dark Age, Spyglass (*)
- Mark Copplestone - Wargames Foundry, Copplestone Castings (*)
- Andy Foster - Heresy (*)
- Sandra Garrity - Reaper
- Martin Goddard - Peter Pig
- Jes Goodwin - Citadel (skaven, elfi dei boschi "war dancers")
- Julie Guthrie - Reaper
- Werner Klocke - Reaper, Dark Age, Freebooter (*)
- Tom Meier - Ral Partha, Thunderbolt Mountain (*)
- Ali Morrison - Citadel (samurai)
- Silvia Corso - Greebo Games (*)
- Bob Murch - RAFM Call of Cthulhu, Pulp Figures (*)
- Mike Owen - Wargames Foundry, Artizan Designs
- Alan & Michael Perry - Wargames Foundry, Games Workshop, Perry Miniatures (*).
- Bob Ridolfi - Reaper
- Lorenzo Giusti - Greebo (*)
- Chris Tubb - Mithril
- Kev White - i-Kore, Hasslefree (*)